# SMS Dresden (1918)
El SMS Dresden fue el segundo y último buque de la clase Cöln de cruceros ligeros en ser completados y dados de alta en la Kaiserliche Marine. Fue también el último crucero ligero alemán en ser asignado al servicio activo durante la Primera Guerra Mundial.

## Diseño

### Dimensiones y maquinaria
El SMS Dresden tenía una eslora a nivel de la línea de flotación de 149,8 m, y máxima de 155,5 m. El buque, tenía una manga de 14,2 m, y un calado de 6,22 m, para un desplazamiento estándar de 6195 t y de 8252 t a plena carga. Estaba dotado de dos calderas duales (carbón + aceite) que producían 31 000 CV y le daban una velocidad máxima de 27,5 nudos.

### Blindaje
El SMS Dresden estaba protegido por un cinturón blindado de 63,5 mm en las zonas más gruesas, que se reducía hasta los 12,7 mm en las más delgadas. Su cubierta, estaba protegida por entre 63,5 y 25,4 mm de espesor. 

### Armamento
El armamento principal del SMS Dresden consistía en 8 cañones de 150mm en torretas simples, acompañadas por tres piezas, también en torres simples de 88 mm, y 4 tubos lanzatorpedos de 600 mm. También podía transportar 200 minas.

## Historial de servicio
Debido a que el buque no estuvo finalizado hasta 1918, tuvo una carrera muy corta. El 11 de noviembre de 1918, Alemania firmó el armisticio, poniendo fin a la guerra, y el grueso de la moderna Armada, incluido el SMS Dresden, fue internada en Scapa Flow por la Royal Navy, pendiente de la decisión sobre su futuro. El 21 de junio de 1919, el Almirante Ludwig von Reuter dio la orden de echar a pique la flota alemana para impedir que esta fuera repartida entre los aliados, y el Dresden, fue uno de los buques que fueron echados a pique.